# Golden Hour (album)
Golden Hour (tạm dịch: Giai đoạn Vàng son) là album phòng thu thứ tư của nữ ca sĩ kiêm người viết bài hát nhạc đồng quê người Mỹ Kacey Musgraves, phát hành vào ngày 30 tháng 3 năm 2018 thông qua MCA Nashville. Musgraves đồng sáng tác toàn bộ 13 bài hát và đồng sản xuất album cùng với Daniel Tashian và Ian Fitchuk. Album khởi đầu ở vị trí thứ 4 trên bảng xếp hạng US Billboard 200.
Golden Hour nhận được sự tán dương rộng rãi từ giới phê bình, chiến thắng toàn bộ 4 hạng mục được đề cử tại lễ trao giải Grammy lần thứ 61, trong đó có hạng mục Album của năm và Album nhạc đồng quê xuất sắc nhất. Hai đĩa đơn đầu tiên từ album, "Butterflies" và "Space Cowboy", cũng lần lượt giành chiến thắng ở các hạng mục Trình diễn đơn ca nhạc đồng quê xuất sắc nhất và Ca khúc nhạc đồng quê xuất sắc nhất. Golden Hour cũng đoạt giải Album của năm tại lễ trao giải thưởng của Hiệp hội Nhạc đồng quê lần thứ 52.

## Ghi âm
Musgraves viết và ghi âm hầu hết các ca khúc của album trong suốt năm 2017; về quá trình viết nhạc, cô nói: "Tôi có thêm rất nhiều bản tình ca trong thời gian này, và tôi chưa bao giờ là người viết một bản tình ca và thật sự cảm nhận nó." Cô tiếp tục: "Điều này nghe như thứ gì đó chán chường nhất từng đến vậy. [Nhưng] tôi đang thành công, kết hôn và đang ở giai đoạn vàng son trong cuộc sống cá nhân, khi tất cả những điều này cuối cùng cũng đang đến độ đơm hoa kết trái. Tôi thấy mình có cảm hứng để viết về người này và tất cả những gì anh ấy khơi gợi được trong tôi mà chưa từng xuất hiện trước đó." Một số phần của album được ghi âm tại một phòng thu đặt trên một trang trại ngựa của nhạc sĩ Sheryl Crow.

## Sản xuất và đóng gói
Ngày 10 tháng 3 năm 2018, Musgraves thông báo về chuyến lưu diễn Oh, What a World Tour đễ hỗ trợ cho album trong khi trình diễn tại nhạc hội Country to Country ở London. 12 ngày đầu tiên của chuyến lưu diễn được thông báo vào ngày 12 tháng 3 với việc Musgraves khẳng định trên mạng xã hội ngày những ngày lưu diễn ở các quốc gia khác cuối cùng cũng sẽ được thông báo. Chuyến lưu diễn bắt đầu vào ngày 13 tháng 10 tại Oslo, Na Uy.
Chị gái của Musgraves, Kelly Christine Sutton, chụp ảnh bìa cho Golden Hour trong một loạt chụp kéo dài hai ngày ở tại và xung quanh quê nhà Golden, Texas. Sutton, người được liệt kê trong dann sách thực hiện cho thiết kế phần đóng gói của album, trước đó từng làm việc với Musgraves trong công tác thực hiện bìa cho tất cả các album của cô. Nói về bìa album, Sutton nhớ lại rằng Kacey "muốn dùng cái quạt giấy này, và chúng tôi thường xuyên thống nhất về ý tưởng với nhau, nhưng tôi không thể hình dung ra nó. Chúng tôi ra cánh đồng rộng lớn này. Chúng tôi cần một cánh đồng không có cây, do vậy chỉ có bầu trời thôi. Gần như ngay lập tức sau khi chúng tôi xem lại những bức ảnh, chúng tôi biết rằng mình đã có được nó."

## Tiếp nhận phê bình
| Đánh giá chuyên môn  | Đánh giá chuyên môn |
| Điểm trung bình      | Điểm trung bình     |
| Nguồn                | Đánh giá            |
| -------------------- | ------------------- |
| Metacritic           | 89/100              |
| Nguồn đánh giá       |                     |
| Nguồn                | Đánh giá            |
| AllMusic             | [ 14 ]              |
| Chicago Tribune      | [ 15 ]              |
| Consequence of Sound | A−                  |
| The Guardian         | [ 17 ]              |
| The Independent      | [ 2 ]               |
| Pitchfork            | 8,7/10              |
| Record Collector     | [ 19 ]              |
| Rolling Stone        | [ 20 ]              |
| Uncut                | 7/10                |
| Vice                 | B+                  |

Golden Hour nhận được sự khen ngợi rộng rãi từ các nhà phê bình âm nhạc. Trên Metacritic, một trang đưa ra số điểm chuẩn trên thang 100 dựa trên các bài đánh giá của các xuất bản phẩm phổ biến, album nhận được điểm trung bình là 89 dựa trên 17 bài đánh giá, tương ứng với nhận xét "được tán dương rộng rãi." Stephen Thomas Erlewine của AllMusic đánh giá album đạt 4.5 trên 5 sao và nhận xét nó là "ấm áp và bao bọc, nằm giữa sự đau khổ và sự xoa dịu-nhưng (album) đọng lại trong tâm trí bởi vì những bài hát rất sâu sắc, được củng cố bởi những giai điệu vừa dài vừa nhanh cũng như sự bộc lộ tâm hồn không mấy hiệu quả của Musgraves." Viết cho The Independent và đánh giá album đạt 5 trên 5, Roisin O'Connor khẳng định album là một lời nhắc nhở rằng đôi khi – thường là nếu như bạn nhìn vào đúng chỗ – cuộc sống thật tươi đẹp." Thêm vào đó, album cũng là một thứ "Cần thiết" theo như tạp chí Spin; và nói về những ca khúc kết nối nhiều thể loại âm nhạc trong album, người đánh giá Katherine St. Asaph gọi đây "không phải là chủ nghĩa kinh điển, nhưng có lẽ điều này là kinh điển." Album được xếp hạng ở vị trí quán quân trong danh sách những album hay nhất năm 2018 theo bình chọn của BBC, nằm trong một tuyển tập gồm 'nhiều danh sách những thứ hay nhất của năm' xây dựng bởi 35 người đánh giá âm nhạc. Album cũng được xếp thứ nhất trong danh sách bầu chọn Pazz & Jop năm 2018 của các nhà phê bình của The Village Voice.

### Danh hiệu và giải thưởng
| Tổ chức     | Năm  | Hạng mục                                                          | Kết quả   |
| ----------- | ---- | ----------------------------------------------------------------- | --------- |
| Giải CMA    | 2018 | Album của năm                                                     | Đoạt giải |
| Apple Music | 2018 | Album của năm                                                     | Đoạt giải |
| Giải Grammy | 2019 | Album của năm                                                     | Đoạt giải |
| Giải Grammy | 2019 | Album nhạc đồng quê xuất sắc nhất                                 | Đoạt giải |
| Giải Grammy | 2019 | Ca khúc nhạc đồng quê xuất sắc nhất (cho "Space Cowboy")          | Đoạt giải |
| Giải Grammy | 2019 | Trình diễn đơn ca nhạc đồng quê xuất sắc nhất (cho "Butterflies") | Đoạt giải |
| Giải ACM    | 2019 | Album của năm                                                     | Đoạt giải |
| Giải ACM    | 2019 | Bài hát của năm (cho "Space Cowboy")                              | Đề cử     |

| Xuất bản phẩm        | Xếp hạng | Danh sách                                                         |
| -------------------- | -------- | ----------------------------------------------------------------- |
| AllMusic             | N/A      | Album xuất sắc nhất năm 2018                                      |
| American Songwriter  | 1        | Top 25 album của năm 2018                                         |
| Associated Press     | 2        | Top 10 Album của năm 2018                                         |
| Billboard            | 3        | 50 album xuất sắc nhất năm 2018: Sự lựa chọn của các nhà phê bình |
| Complex              | 36       | 50 album xuất sắc nhất năm 2018                                   |
| Consequence of Sound | 9        | 50 album xuất sắc nhất năm 2018                                   |
| Entertainment Weekly | 1        | 20 album xuất sắc nhất năm 2018                                   |
| The Independent      | 4        | 40 album xuất sắc nhất năm 2018                                   |
| Noisey               | 2        | 100 album xuất sắc nhất năm 2018                                  |
| NPR Music            | 3        | 50 xuất sắc nhất năm 2018                                         |
| Paste                | 44       | 50 album xuất sắc nhất năm 2018                                   |
| People               | 1        | Top 10 album của năm 2018                                         |
| Apple                | 1        | Album xuất sắc nhất năm 2018                                      |
| Pitchfork            | 2        | 50 album xuất sắc nhất năm 2018                                   |
| PopMatters           | 2        | 70 album xuất sắc nhất năm 2018                                   |
| Rolling Stone        | 2        | 50 album xuất sắc nhất năm 2018                                   |
| Sputnikmusic         | 1        | Top 50 album của năm 2018                                         |
| Stereogum            | 1        | 50 album xuất sắc nhất năm 2018                                   |
| Taste of Country     | 1        | 10 album nhạc đồng quê xuất sắc nhất năm 2018                     |
| Idolator             | 3        | 25 album xuất sắc nhất năm 2018                                   |
| Time                 | 8        | 10 album xuất sắc nhất năm 2018                                   |
| Uncut                | 73       | 75 album xuất sắc nhất năm 2018                                   |
| Uproxx               | 2        | 50 album xuất sắc nhất năm 2018                                   |
| Uproxx               | 1        | Bình chọn của các nhà phê bình âm nhạc Uproxx: Album              |
| The Village Voice    | 1        | Pazz & Jop: Top 100 album của năm 2018                            |
| Vulture              | 4        | Album xuất sắc nhất năm 2018                                      |

## Diễn biến thương mại
Golden Hour khởi đầu ở vị trí thứ 4 trên bảng xếp hạng US Billboard 200 và ở vị trí quán quân của bảng xếp hạng Top Country Albums với 49.000 đơn vị album quy đổi—trong đó có 39.000 bản là album truyền thống. Thành tích này đánh dấu album quán quân thứ ba của Musgraves trên bảng xếp hạng Top Country Albums chart. Album cũng xuất hiện ở vị trí quán quân của bảng xếp hạng Americana/Folk Albums. Tính đến tháng 1 năm 2019, album đã bán được 141.100 bản tại Hoa Kỳ.
Tại Vương quốc Anh, Golden Hour ra mắt ở vị trí thứ 6 trên bảng xếp hạng UK Albums và ở vị trí quán quân trên bảng xếp hạng UK Country Albums, trở thành album đầu tiên của Musgraves lọt vào top 10 tại quốc gia này.
Một ngày sau lễ trao giải Grammy, Golden Hour vươn đến vị trí thứ 4 trên bảng xếp hạng album iTunes toàn cầu. Album cũng nằm trong top 10 của nhiều quốc gia mới như Đức, Áo, Tây Ban Nha, Indonesia, Ấn Độ, México, Brazil và Đan Mạch. Album cũng đạt vị trí quán quân trên bảng xếp hạng iTunes Hoa Kỳ.

## Danh sách bài hát
Danh sách những người thực hiện được lấy từ ghi chú trên bìa album.
| STT              | Nhan đề                | Sáng tác                                          | Thời lượng |
| ---------------- | ---------------------- | ------------------------------------------------- | ---------- |
| 1.               | "Slow Burn"            | Daniel Tashian Ian Fitchuk Kacey Musgraves        | 4:06       |
| 2.               | "Lonely Weekend"       | Tashian Fitchuk Musgraves                         | 3:46       |
| 3.               | "Butterflies"          | Luke Laird Natalie Hemby Musgraves                | 3:39       |
| 4.               | "Oh, What a World"     | Tashian Fitchuk Musgraves                         | 4:01       |
| 5.               | "Mother"               | Tashian Fitchuk Musgraves                         | 1:18       |
| 6.               | "Love Is a Wild Thing" | Tashian Fitchuk Musgraves                         | 4:16       |
| 7.               | "Space Cowboy"         | Shane McAnally Laird Musgraves                    | 3:36       |
| 8.               | "Happy & Sad"          | Tashian Fitchuk Musgraves                         | 4:03       |
| 9.               | "Velvet Elvis"         | Luke Dick Hemby Musgraves                         | 2:34       |
| 10.              | "Wonder Woman"         | Jesse Frasure Hillary Lindsey Amy Wadge Musgraves | 4:00       |
| 11.              | "High Horse"           | Tommy English Trent Dabbs Musgraves               | 3:33       |
| 12.              | "Golden Hour"          | Tashian Fitchuk Musgraves                         | 3:18       |
| 13.              | "Rainbow"              | Hemby McAnally Musgraves                          | 3:34       |
| Tổng thời lượng: | Tổng thời lượng:       | Tổng thời lượng:                                  | 45:44      |

## Những người thực hiện
Danh sách lấy từ ghi chú của album.
| Phụ trách nhạc cụ - Daniel Tashian – bàn phím (1, 2, 4, 7, 8, 11), ghi-ta bass (1, 3, 7, 10, 12), hát đệm (1, 2, 4, 6–9, 12), Fender Stratocaster (2, 8, 9), ghi-ta đệm (2, 4, 6, 8, 10, 11), ghi-ta baritone (đơn ca ở các bài 3, 12), ghi-ta acoustic (4, 6, 7, 11), celeste (6), banjo (6), mandolin điện (8), lập trình (8), vibraphone (9), nhạc cụ có dây MIDI (9), ghi-ta cổ điển (9), Lấy mẫu Elektron (10), Rhodes (10) - Todd Lombardo – ghi-ta acoustic (1–4, 6–12), ghi-ta điện (1, 3, 6, 8, 11, 12), banjo (1, 3, 11), ghi-ta acoustic cao (2), ghi-ta baritone (8, 12), ghi-ta slide (8), ghi-ta cổ điển (9, 11) - Ian Fitchuk – trống (1–4, 6–12), bàn phím (1, 2, 4, 6–8, 10, 11), bộ gõ (2, 4, 6–11), ghi-ta bass (2, 4, 6, 8, 9, 11), Roland Juno-60 (3, 12), piano (3, 5, 7, 8, 10–13), lập trình (4, 8), vocoder (4), banjo (4), hát đệm (4), Wurlitzer (8), ghi-ta điện (9, 11), synth bass (10, 11) - David Davidson – violin (1, 8, 11), viola (1, 8, 11) - Carole Rabinowitz – cello (1, 8, 11) - Kacey Musgraves – ghi-ta acoustic (3, 9, 12) - Russ Pahl – ghi-ta pedan thép (3, 8, 12) - Justin Schipper – ghi-ta pedan thép (4) - Dan Dugmore – ghi-ta pedan thép (6, 7) - Shawn Everett – "dolphin magic" (phép màu cá heo) (8) - Kyle Ryan – ghi-ta điện (9) | Phụ trách kỹ thuật - Craig Alvin – ghi âm, phối nhạc (5, 13) - Alberto Vaz – hỗ trợ ghi âm - Zack Pancoast – hỗ trợ ghi âm - Shawn Everett – phối nhạc (1, 2, 4, 6–10, 12) - Ivan Wayman – hỗ trợ phối nhạc (1, 2, 4, 6–10, 12) - Serban Ghenea – phối nhạc (3, 11) - John Hanes – kỹ sư phối nhạc (3, 11) - Gena Johnson – hợp tác sản xuất - Bobby Shin – ghi âm nhạc cụ có dây - Jordan Lehning – hiệu đính - Greg Calbi – master - Steve Fallone – master Phụ trách bìa - Kelly Christine Sutton – định hướng hội họa, nhiếp ảnh, thiết kế - Kacey Musgraves - định hướng hội họa |

## Xếp hạng
| Bảng xếp hạng (2018)                 | Vị trí cao nhất |
| ------------------------------------ | --------------- |
| Úc (ARIA)                            | 25              |
| Album Bỉ (Ultratop Vlaanderen)       | 111             |
| Album Canada (Billboard)             | 11              |
| Album Hà Lan (Album Top 100)         | 105             |
| Album Ireland (IRMA)                 | 27              |
| New Zealand Heatseeker Albums (RMNZ) | 2               |
| Album Na Uy (VG-lista)               | 15              |
| Album Scotland (OCC)                 | 3               |
| Album Thụy Sĩ (Schweizer Hitparade)  | 43              |
| Album Anh Quốc (OCC)                 | 6               |
| Album Anh Quốc Country (OCC)         | 1               |
| Hoa Kỳ Billboard 200                 | 4               |
| Album Hoa Kỳ Top Country (Billboard) | 1               |

| Bảng xếp hạng (2018)                  | Vị trí |
| ------------------------------------- | ------ |
| Hoa Kỳ Top Country Albums (Billboard) | 34     |

## Lịch sử phát hành
| Quốc gia | Ngày phát hành      | Định dạng                | Nhãn hiệu     | Ref.   |
| -------- | ------------------- | ------------------------ | ------------- | ------ |
| Hoa Kỳ   | 30 tháng 3 năm 2018 | CD Tải kỹ thuật số Vinyl | MCA Nashville | [ 74 ] |